# Acción dinámica específica
La acción dinámica específica (SDA), también conocida como efecto térmico de los alimentos (TEF) o termogénesis inducida por la dieta (DIT), es la cantidad de gasto energético por encima de la tasa metabólica basal debido al costo de procesamiento de los alimentos para su uso y almacenamiento. La producción de calor por el tejido adiposo marrón que se activa después del consumo de una comida es un componente adicional de la termogénesis inducida por la dieta. El efecto térmico de los alimentos es uno de los componentes del metabolismo junto con la tasa metabólica en reposo y el componente del ejercicio. Una estimación comúnmente utilizada del efecto térmico de los alimentos es aproximadamente el 10% de la ingesta calórica de una persona, aunque el efecto varía sustancialmente para los diferentes componentes de los alimentos. Por ejemplo, la grasa dietética es muy fácil de procesar y tiene muy poco efecto térmico, mientras que la proteína es difícil de procesar y tiene un efecto térmico mucho mayor. 

## Factores que afectan el efecto térmico de los alimentos
El efecto térmico de los alimentos se incrementa tanto con el entrenamiento aeróbico de duración e intensidad suficientes como con el entrenamiento con pesas anaeróbicas. Sin embargo, el aumento es marginal y asciende a 7-8 calorías/hora. Los principales determinantes del TEF diaria son el contenido calórico total de las comidas y la composición de macronutrientes de las comidas ingeridas. La frecuencia de las comidas tiene poco o ningún efecto sobre el TEF; suponiendo que la ingesta total de calorías durante los días sea equivalente.
Aunque algunos creen que el TEF se reduce en la obesidad, los resultados discrepantes y los métodos de investigación inconsistentes no han podido validar tales afirmaciones. Se desconoce el mecanismo del TEF. El TEF se ha descrito como la energía utilizada en la distribución de nutrientes y los procesos metabólicos en el hígado, pero un animal hepatectomizado no muestra signos del TEF y la inyección intravenosa de aminoácidos produce un efecto igual al de la ingestión oral de los mismos aminoácidos.

## Tipos de alimentos
El efecto térmico de los alimentos es la energía necesaria para la digestión, absorción y eliminación de los nutrientes ingeridos. Su magnitud depende de la composición de los alimentos consumidos:
- Carbohidratos: 5 a 15% de la energía consumida[6]
- Proteína: 20 a 35%[6]
- Grasas: como máximo del 5 al 15%[7]

A menudo se afirma que el apio y la toronja crudos tienen un balance calórico negativo (requieren más energía para digerir que la recuperada de la comida), presumiblemente porque el efecto térmico es mayor que el contenido calórico debido a la matriz alta en fibra que debe desentrañarse para acceder a sus carbohidratos. Sin embargo, no se ha llevado a cabo ninguna investigación para probar esta hipótesis y una cantidad significativa del efecto térmico depende de la sensibilidad a la insulina del individuo, y los individuos más sensibles a la insulina tienen un efecto significativo, mientras que los individuos con resistencia creciente tienen efectos insignificantes o nulos.

El Centro de Alimentos Funcionales de la Universidad de Oxford Brookes realizó un estudio sobre los efectos de la guindilla y los triglicéridos de cadena media (MCT) en la termogénesis inducida por la dieta (DIT). Llegaron a la conclusión de que:
"...agregar chile y MCT a las comidas aumenta el DIT en más del 50%, que con el tiempo puede acumularse para ayudar a inducir la pérdida de peso y prevenir el aumento o la recuperación de peso".
El Departamento de Nutrición Humana de Australia realizó un estudio sobre el efecto del contenido de comida en las dietas magras de mujeres sobre el efecto térmico de los alimentos y descubrió que la inclusión de un ingrediente que contenía un aumento de fibra soluble y amilosa no reducía la ingesta espontánea de alimentos, sino que se asociaba con una mayor ingesta de energía a pesar de sus efectos glucémicos e insulinémicos reducidos.

## Medición del TEF
El efecto térmico de los alimentos debe medirse durante un período de tiempo mayor o igual a cinco horas. El American Journal of Clinical Nutrition publicó que el TEF dura más de seis horas para la mayoría de las personas.

## Otras lecturas
- Glickman, N; Mitchell, HH (10 de julio de 1948). «The total specific dynamic action of high-protein and high-carbohydrate diets on human subjects.». The Journal of Nutrition 36 (1): 41-57. PMID 18868796. doi:10.1093/jn/36.1.41.

- Datos: Q3984474